# Lubania-Lipiny
Lubania-Lipiny – (niem. Liedkesfelde) wieś w Polsce położona w województwie kujawsko-pomorskim, w powiecie świeckim, w gminie Świekatowo.
W latach 1975–1998 miejscowość administracyjnie należała do województwa bydgoskiego. Według Narodowego Spisu Powszechnego (III 2011 r.) liczyła 265 mieszkańców. Jest szóstą co do wielkości miejscowością gminy Świekatowo.